# Tristan Walker
Tristan Walker (* 16. Mai 1991 in Calgary) ist ein ehemaliger kanadischer Rennrodler. Gemeinsam mit seinem Doppelpartner Justin Snith bildete er eines der erfolgreichsten internationalen Rodel-Doppelsitzer der 2010er Jahre und das bislang beste kanadische Rodel-Doppel der 2000er Jahre.
Tristan Walker wuchs in der kanadischen Wintersport-Hochburg Calgary auf. Im Alter von zehn Jahren wurde er von seinen Eltern zu drei Sportarten in diesem Bereich angemeldet: Skispringen, Biathlon und Rennrodeln. Da es die schnellste der drei Sportarten war, blieb Walker beim Rodeln. Er lebt in Cochrane und trainiert in Calgary. Seit einem Trainingscamp des kanadischen Rodelverbandes im Jahr 2004 bildet er als Pilot und Obermann ein Rodeldoppel mit Justin Snith.

## Juniorensport
Zunächst war Walker im Einsitzer unterwegs. 2007 trat er bei den Juniorenweltmeisterschaften in Cesana Pariol seinen ersten internationalen Meisterschaften und wurde als noch sehr junger Starter bei einem Sieg von Felix Loch 26. Im Jahr darauf in Park City wurde er im Einzel bei einem Sieg von Wolfgang Kindl 16. Im Doppel mit Snith belegte er bei einem Sieg von Toni Eggert und Marcel Oster den fünften Platz. Im Mannschaftswettbewerb kam er zweimal zum Einsatz, sowohl im Einsitzer als auch mit Snith im Doppelsitzer. Gemeinsam mit Arianne Jones wurden sie Siebte. Den endgültigen Durchbruch als Doppel schafften Walker/Snith bei den Juniorenweltmeisterschaften 2008 in Nagano. Im Einzel verbesserte er sich erneut und wurde bei einem Sieg Julian von Schleinitz’ 12., im Doppel wurden sie hinter Nico Walther und Nico Grünneker sowie Daniel Rothamel und Chris Rohmeiß Dritte und gewannen damit die Bronzemedaille. Mit Stefan Rath und Arianne Jones wurden sie zudem Fünfte im Mannschaftswettbewerb.

## Leistungsbereich

### Aufstieg in die Weltklasse: von den ersten zu den zweiten Olympischen Spielen
Zur Saison 2009/10 erfolgte der Wechsel in den Leistungsbereich. Von nun an fuhr Walker nur noch im Doppel mit Partner Snith und nicht mehr im Einsitzer. Ihr Debüt gaben sie auf ihrer Heimbahn in Calgary und fuhren sogleich auf einen achtbaren 13. Platz. Nach einem kleinen Rückschritt mit Rang 17 in Igls wurde das Doppel auf der schweren Bahn in Altenberg erneut 13. Nach zwei 15. Platzen am Königssee und in Oberhof nahm das sehr junge Doppel – beide waren noch 18 Jahre alt – in ihrer kanadischen Heimat in Vancouver an ihren ersten Olympischen Spielen teil. Wie in den letzten Rennen zuvor im Weltcup wurden sie auch hier 15. Es sollte ihr mit Abstand schwächstes Ergebnis bei Olympischen Spielen bleiben. In der Weltcup-Gesamtwertung ihrer ersten Saison bei den Männern wurden Walker/Snith 21.
Die nacholympische Saison brachte den Durchbruch in die erweiterte Weltspitze. Nach einem elften Platz zum Saisonauftakt und damit dem knappen Verpassen der ersten Top-Ten-Platzierung folgten weitere Ergebnisse im Bereich der Ränge elf bis 17 bei den Rennen in Winterberg (15), Calgary (11), Park City (14), Königssee (17) und Oberhof (14). In Oberhof qualifizierte sie sich auch für ihren ersten Staffelwettbewerb im Weltcup und wurden mit Alex Gough und Samuel Edney Siebte. In Altenberg fuhren sie erstmals als Zehntplatzierte unter die besten Zehn. Bei ihren ersten Weltmeisterschaften 2011 in Cesana verbesserten sie ihr bestes internationales Ergebnis auf einen achten Platz. In der separaten U-23-Wertung gewannen sie hinter den Italienern Patrick Rastner und Ludwig Rieder die Silbermedaille. Zum Saisonende wurden sie zudem Elfte in Paramonowo und 14. im Doppel sowie Achte im Team in Sigulda. In der Doppelsitzer-Gesamtwertung des Weltcups in der Saison 2010/11 wurden sie mit 272 Punkten 12.
Die Saison 2011/12 begann für Walker/Snith mit einem neunten Platz im Doppelrennen in Igls. Im anschließenden Staffelrennen gewannen sie gemeinsam mit Alex Gough und Samuel Edney erstmals mit einer kanadischen Mannschaft in diesem Wettbewerb. Auch das nächste Staffelrennen nach einem zehnten Rang im Doppelrennen von Whistler beendeten Walker/Snith, Edney und Gough hinter der deutschen Staffel bestehend aus Christian Weise, Ronny Pietrasik, Felix Loch und Natalie Geisenberger als Zweitplatzierte auf dem Podium. Auf der Heimbahn in Calgary verbesserten sie ihre Bestleistung in einem Weltcup-Doppelrennen auf den sechsten Rang. Die Rennen in Calgary waren zugleich die Amerika-Pazifikmeisterschaften, in deren Rahmen Walker/Snith hinter den US-Amerikanern Matt Mortensen und Preston Griffall die Silbermedaille gewannen. Weitere einstellige Platzierungen folgten am Königssee als Achte im Doppel und Sechste mit der Staffel. Rückschläge folgten mit Platz 18 in Oberhof und 15 in Winterberg; in Oberhof erreichten sie aber mit dem kanadischen Team als Viertplatzierte fast erneut das Podium. Bei den Weltmeisterschaften 2012 in Altenberg fuhren Walker/Snith im Doppel auf den 13. Platz. In der gesonderten U-23-WM-Wertung gewannen sie hinter dem russischen Doppel Alexander Denissjew und Wladislaw Antonow erneut die Silbermedaille. Mit Gough und Edney gewannen sie zudem im Staffelrennen die Bronzemedaille. Danach wurden sie 15 des Doppelrennens und Fünfte des Staffelrennens in Sigulda und Neunte zum Saisonfinale in Paramonowo. Mit 281 Punkten wurden sie Zehnte der Weltcup-Gesamtwertung.
Die Saison 2012/13 brachte den endgültigen Durchbruch in die Weltspitze, in all ihren Rennen erreichten Walker/Snith einstellige Platzierungen. Zum Auftakt der Saison in Igls wurden sie zunächst Siebte und erreichten mit Gough und Edney als Zweitplatzierte hinter der deutschen Staffel erneut das Podium. Es folgten vier Rennwochenenden in Deutschland. Zuerst wurden sie Siebte am Königssee, anschließend Sechste in Altenberg und erneut am Königssee sowie Neunte in Winterberg. Bei den Weltmeisterschaften 2013 in Whistler verpassten sie als Viertplatzierte knapp ihre erste internationale Einzelmedaille bei den Männern. Dennoch gewannen sie den Titel in der eigenständigen U-23-Wertung. Im Staffelrennen gewannen sie hinter der deutschen Mannschaft einmal mehr in der Zusammensetzung Gough, Edney und Walker/Snith die Silbermedaille. Es folgten die Weltcup-Rennen in Lake Placid, bei denen Walker/Snith sowohl im Doppel als auch im Staffelrennen Vierte wurden. Es waren zugleich die Amerika-Pazifikmeisterschaften 2012, in deren Rahmen sie den Titel gewannen. Beim Saisonfinale, dem vorolympischen Testrennen in Sotschi, verpassten sie erneut als Viertplatzierte den erstmaligen Sprung auf das Weltcup-Podium, das sie jedoch als Drittplatzierte des Staffelrennens erreichten. Mit 351 Punkten wurden sie Achte der Weltcup-Gesamtwertung.
Walker und Snith starteten schwach in die olympische Saison 2013/14. In Lillehammer fuhren sie nur auf den 19. Platz. Auch in Igls verpassten sie als 12. eine einstellige Platzierung, wurden aber mit Gough und Edney Staffel-Zweite hinter den Deutschen. Wieder besser lief es mit Platz fünf in Winterberg. Auf ihrer Heimbahn in Calgary verpassten sie einmal mehr als Viertplatzierte den erstmaligen Sprung auf das Podest in einem Einzelrennen, schafften mit der Staffel jedoch erneut einen zweiten Platz. Es waren zudem die Amerika-Pazifikmeisterschaften 2013, in deren Rahmen die beiden Kanadier erneut den Titel gewannen. In Park City wurden sie Doppel-Achte und Staffel-Vierte. Es folgten drei Rennwochenenden im Januar 2014 in Deutschland. Am Königssee schafften es Walker und Snith als erstes Rodeldoppel Kanadas, im Weltcup als Drittplatzierte eine Podiumsplatzierung zu erreichen. Im Staffelrennen schafften sie es mit Gough und Edney erneut als Zweitplatzierte auf das Podium. In Oberhof, Altenberg und Sigulda folgten achte Ränge in den Doppelrennen, in Altenberg wurden sie zudem erneut Zweite mit der kanadischen Staffel. Mit 407 Punkten belegten sie den siebten Platz der Gesamtweltcup-Wertung. Danach starteten sie in Sotschi bei ihren zweiten Olympischen Winterspielen. Nach dem ersten Durchgang lagen sie aussichtsreich auf dem vierten Platz. Nach einem turbulenten zweiten Lauf, in dem sie jedoch nur die sechstbeste Laufzeit erreicht hatten, lagen wie 0,05 Sekunden hinter dem lettischen Doppel Andris und Juris Šics weiterhin auf dem vierten Platz und hatten eine Medaille verpasst. Auch im erstmals ausgetragenen Staffelrennen verpassten sie – erneut gegen die lettische Mannschaft – mit ihren langjährigen Staffel-Kollegen Edney und Gough als Viertplatzierte eine Medaille.

### Konsolidierung: von den zweiten zu den dritten Spielen

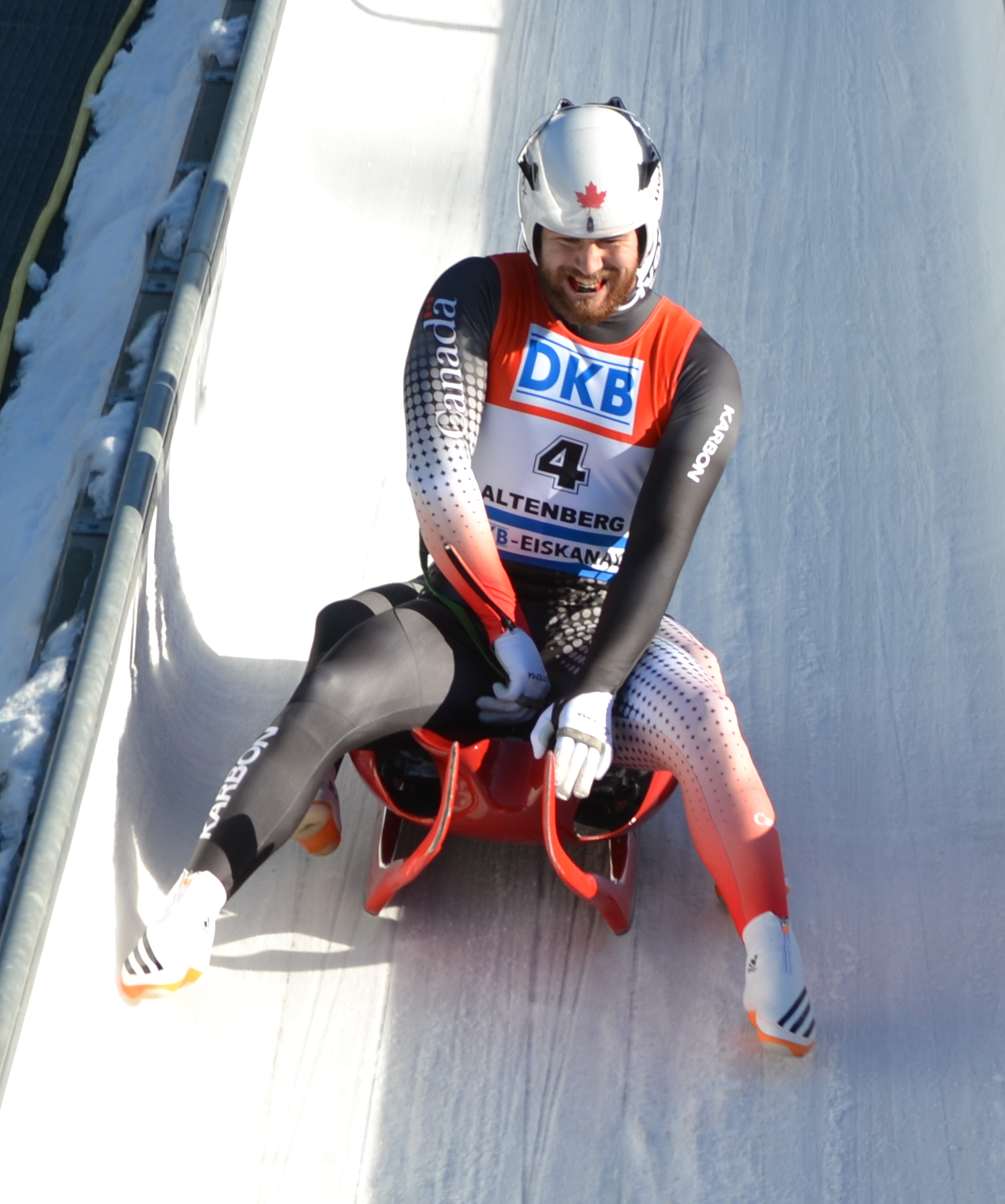
Walker/Snith beim Weltcuprennen im Februar 2015 in Altenberg

Die Saison 2014/15 begann wie die Vorsaison mit einem schwachen 19. Platz, dieses Mal in Igls. Schon in Lake Placid wurden mit einem neunten Platz im Doppel und Rang vier mit Kimberley McRae und Mitchel Malyk im Staffelrennen wieder bessere Platzierungen erreicht. Die Rennen waren zugleich die Amerika-Pazifikmeisterschaften 2014, in deren Rahmen Walker und Snith hinter Matthew Mortensen und Jayson Terdiman die Silbermedaille gewannen. Noch besser wurden die Ergebnisse auf der Heimbahn in Calgary, wo sie zunächst im Doppelrennen ihre zweite Podiumsplatzierung erreichten und danach im erstmals ausgetragenen Sprintrennen Vierte wurden. Am Königssee folgte auf einen neunten Platz im Doppelrennen wieder eine Podiumsplatzierung im Doppelrennen, nun wieder mit Edney und Gough. Im Januar 2015 verletzte Snith sich. Zunächst glaubte er, es sei nur eine Stauchung, doch stellte sich die Verletzung als Knöchelbruch heraus. Dennoch verzichtete er bis März auf eine Operation und das Doppel trat weiter an. In Oberhof fuhren sie mit Rang 20 auf die schlechteste Platzierung seit Jahren, wurden danach aber mit der Staffel Kanadas wieder Vierte. In Lillehammer wurden schafften sie wieder die Sprung auf einen einstelligen Platz im Doppelrennen und wurden Siebte, im Staffelrennen erneut Vierte. Es folgten die Weltmeisterschaften 2015 in Sigulda. In Lettland verpassten Walker/Snith als Elfte die Top-Ten-Platzierungen, gewannen aber mit an der Seite von Edney und Gough mit Bronze ihre dritte WM-Medaille. Ihre letzten Saisonrennen bestritten sie in Altenberg und wurden Sechste des Doppel- und Fünfte des Sprint-Doppelrennens. Zum Saisonfinale in Sotschi traten sie nicht mehr an. Mit 402 Punkten waren sie Neunte des Weltcup-Gesamtwertung.

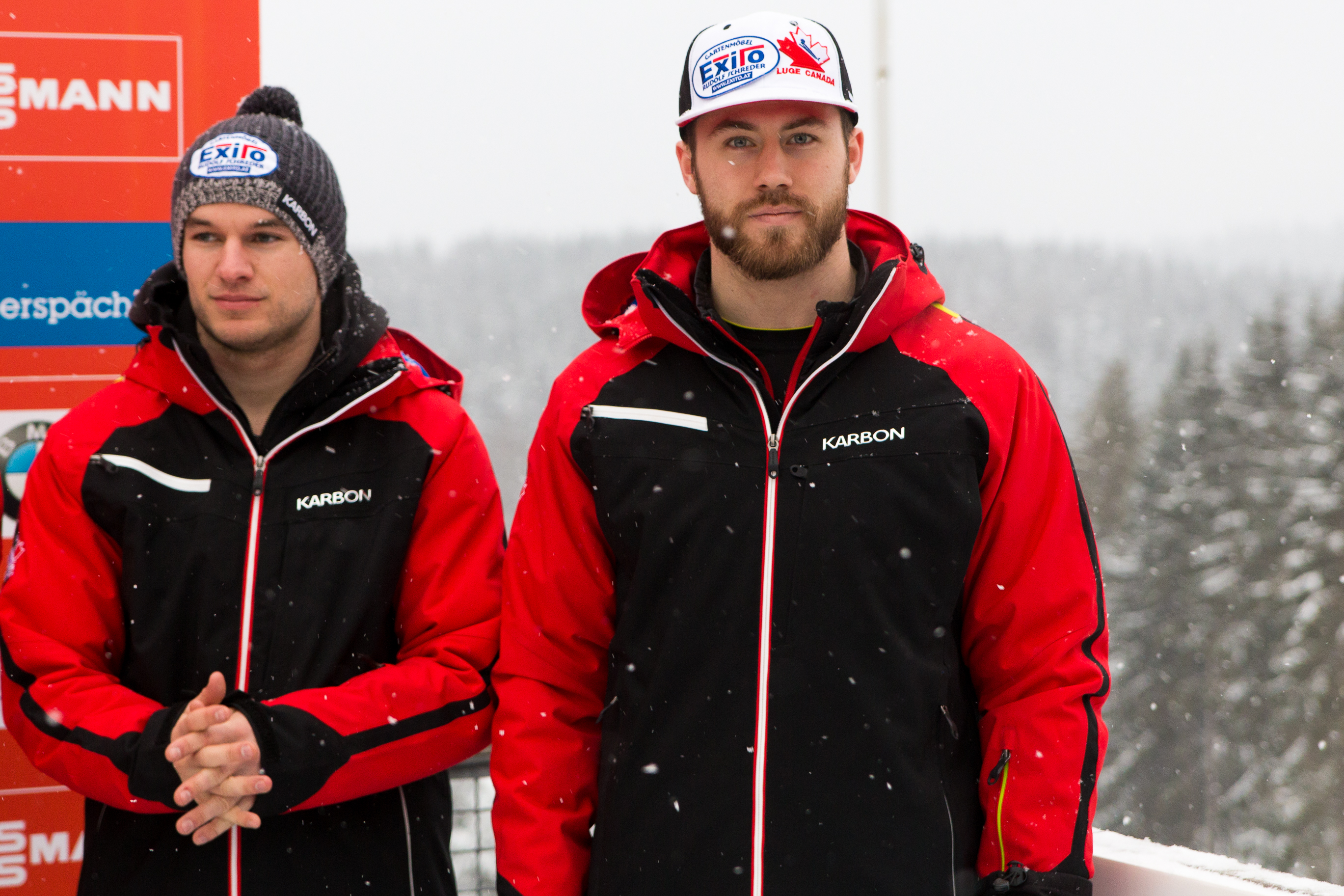
Snith & Walker bei der Siegerehrung in Oberhof 2016

Noch vor dem Saisonstart, im Oktober 2015, riss Snith sich ein Band, beide starteten dennoch in die Saison. Der Auftakt zur Saison 2015/16 verlief dennoch besser als in den Vorjahren. In Igls starteten sie mit einem sechsten Rang in die Saison und wurden Staffel-Fünfte. Dafür folgte in Lake Placid ein Leistungseinbruch, Walker/Snith erreichten nur den 14. Platz im Doppelrennen, wurden aber mit Kimberley McRae und Mitchel Malyk Staffel-Vierte. Auch in Park City erreichten sie als 15. des Doppelrennens gerade so das Sprintrennen der besten 15 und wurden dort Zehnte. Wieder besser wurden die Resultate er auf der Heimbahn in Calgary mit Platz fünf im Doppel und acht im Sprintrennen. Es waren zugleich die Amerika-Pazifikmeisterschaften 2015, in deren Rahmen Walker und Snith ihren dritten Titel gewannen. Sigulda brachte mit Platz 18 im Doppel und fünf mit der Staffel keinen Aufwärtstrend. Dieser setzte erst bei den letzten Weltcuprennen vor den Weltmeisterschaften in Oberhof ein, wo die beiden Kanadier sowohl im Doppel als auch im Sprint als Vierte nur knapp das Podest verpassten. Die Weltmeisterschaften am Königssee begannen mit einem siebten Sprintrang, worauf ein achter Platz im Doppelrennen folgte. Im Staffelrennen gewannen sie an der Seite von Alex Gough und Mitchel Malyk mit Bronze ihre vierte WM-Medaille. Zum Saisonfinale in Winterberg wurden sie nochmals Achte im Sprintrennen und gewannen an der Seite von Arianne Jones und Michel Malyk ihr zweites Weltcup-Staffelrennen. In der Gesamtwertung des Sprintweltcups belegten sie den achten, mit 449 Punkten im Gesamtweltcup den zehnten Platz.

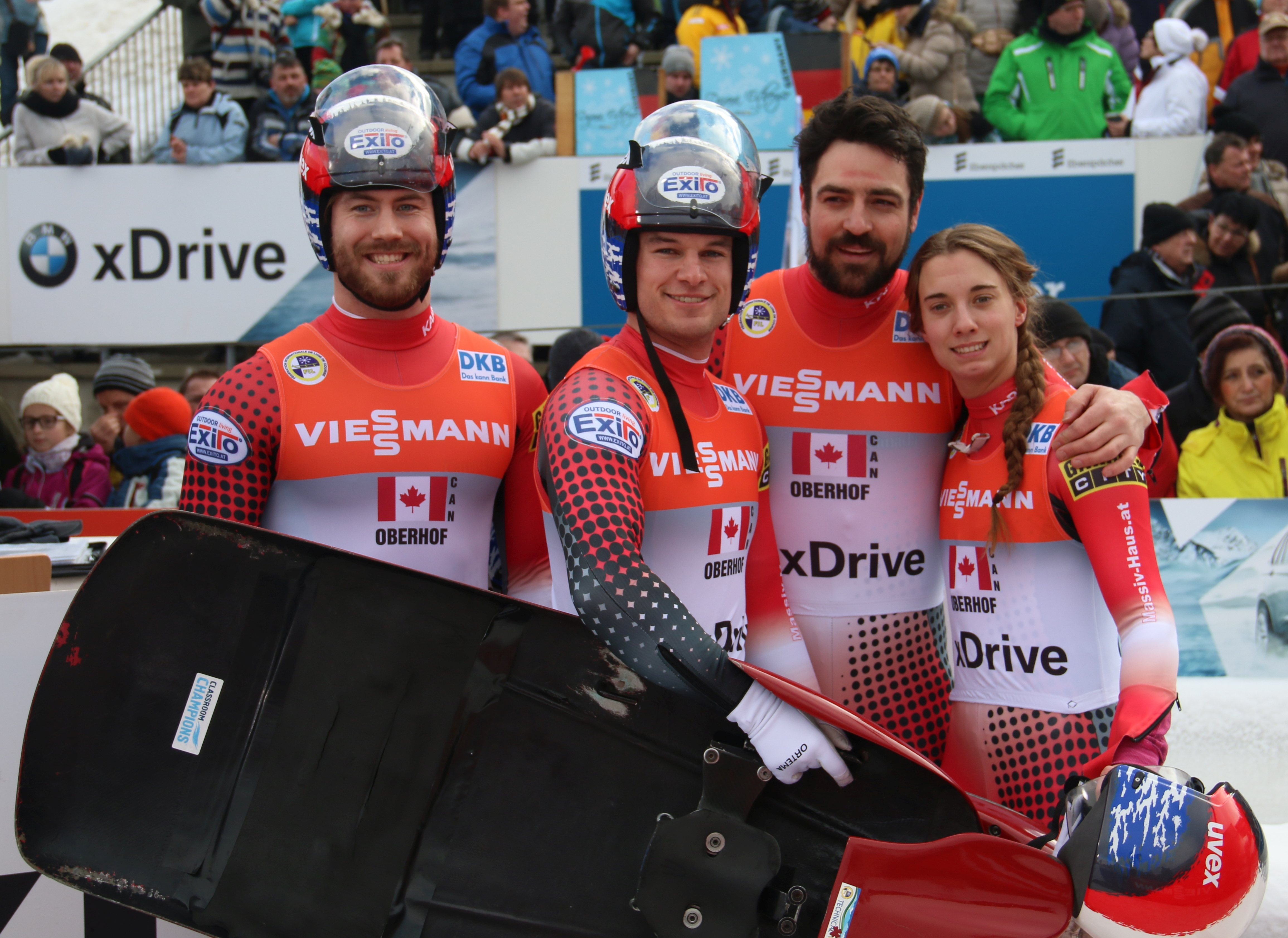
Walker/Snith, Samuel Edney und Kimberley McRae beim Weltcup-Staffelrennen 2017 in Oberhof

Die Saison 2016/17 verlief ähnlich wie die Saisonen zuvor. In Winterberg starteten Walker und Snith mit einstelligen Platzierungen in die Saison und wurden Siebte des Doppelrennens und Neunte des Sprints. Nach einem neunten Platz im Doppel von Lake Placid gewannen Walker/Snith gemeinsam mit Kimberley McRae und Samuel Edney ihren dritten Weltcup-Sieg mit der Staffel. Damit sind Walker und Snith die einigen Kanadier, die an allen drei bisherigen Weltcupsiegen mit der Staffel beteiligt waren. In Park City zeigten sie mit Rang 18 erneut eine schwächere Leistung und qualifizierten sich nicht für das Sprintrennen. Es waren zugleich die Amerika-Pazifikmeisterschaften 2016. Walker/Snith gewannen das erste und bis heute einzige Mal seit der Erstaustragung dieser kontinentalen Meisterschaften keine Medaille, womit es den einzigen Dreifachtriumph der USA gab. Nachdem sie am Königssee mit Platz fünf im Doppelrennen und vier mit der Staffel wieder ein sehr gutes Wochenende hatten, verpassten sie es in Sigulda wiederum als 18. sich für das Sprintrennen zu qualifizieren. Bei den Weltmeisterschaften 2017 in Igls fuhren die Kanadier auf Platz zehn im Sprint, neun im Doppel und sechs im Staffelrennen. Erneut sehr viel besser verliefen die Rennen nach der WM in Oberhof mit vierten Plätzen in Doppel und Staffel sowie bei den olympischen Vorbereitungsrennen in Pyeongchang sechsten Plätzen in diesen beiden Wettbewerben. Zum Saisonfinale wurden sie Achte und Fünfte im Doppel und mit der Staffel. Nach der durchwachsenen Saison verpassten sie mit 432 als Elfte erstmals seit vielen Jahren die Top-Ten der Weltcup-Gesamtwertung.

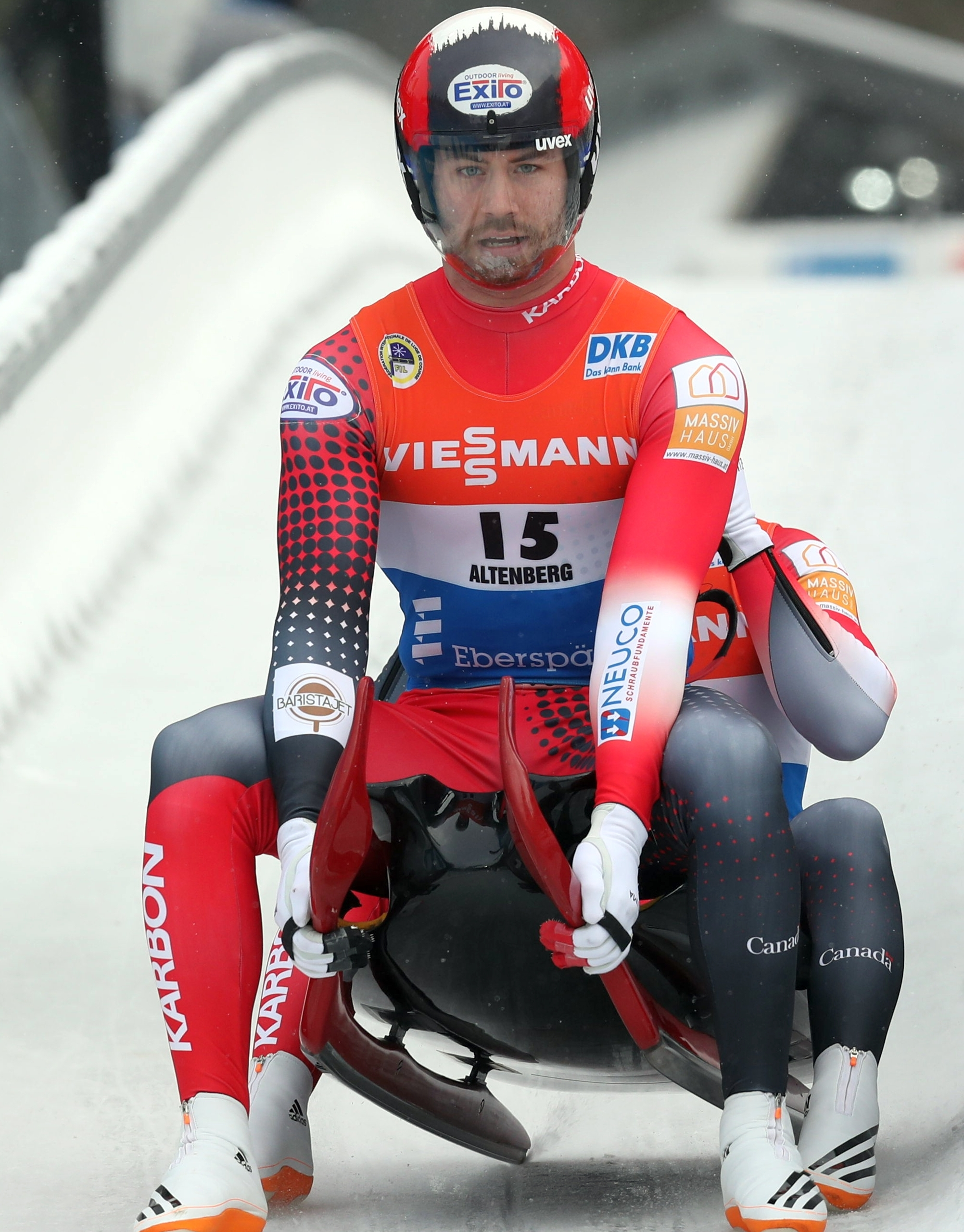
Walker/Snith im Ziel beim Weltcuprennen im Dezember 2017 in Altenberg

Die Saison 2017/18 begann in den Doppelrennen sehr schwach. In Igls wurden Walker und Snith wie auch im dritten Saisonrennen in Altenberg 22. Dazwischen wurden sie in Winterberg Achte sowie Sechste im Sprint. Besser lief es in den Staffelrennen. Sowohl zum Saisonauftakt als auch in Altenberg wurden sie in dem Wettbewerb jeweils an der Seite von Gough und Malyk Zweite. Nach den schlechten Platzierungen hatten sie ihren festen Weltcup-Startplatz verloren und mussten sich in Calgary erst über den Nationencup für das Hauptrennen qualifizieren. Sie bewältigten die Aufgabe mit Bravour und gewannen das Rennen. Im Weltcuprennen wurden sie Sechste, mit Gough und Endney im Staffelrennen erneut Zweite. Da es die Amerika-Pazifikmeisterschaften des Jahres waren, gewannen sie hier zum vierten Mal den Titel. Eine Woche später, kurz vor Weihnachten, wurden Walker und Snith in Lake Placid zum zweiten Mal Dritte in einem Doppelsitzerrennen und erreichten damit zum zweiten Mal das Podium. Im anschließenden Sprintrennen wurden sie nur 12. Am Königssee waren sie wie in den letzten Jahren häufig wieder stark und wurden im Doppel- und im Staffelrennen Fünfte. Weniger gut die Ergebnisse in Oberhof mit den Plätzen 12 und sieben. Auch in Lillehammer und Sigulda wurden sie 12 der Doppelsitzerrennen, ebenso in Sigulda im Sprintrennen, in Lillehammer waren sie Sprint-Neunte. Es folgten die dritten Olympischen Spiele. In Südkorea starteten Walker und Snith erneut sehr gut in den olympischen Wettbewerb und waren nach dem ersten Durchgang als Viertplatzierte in Medaillenreichweite. Nachdem sie jedoch wie vier Jahre zuvor im zweiten Durchgang erneut nur die sechstbeste Zeit erzielt hatten, fielen sie am Ende auf den fünften Rang zurück. Besser verlief das Staffelrennen. Gemeinsam mit Alex Gough und Samuel Edney, mit denen sie in den letzten acht Jahren so viele Erfolge erreicht hatten, fuhren sie hinter der deutschen Staffel auf den Silberrang.

### Seit 2018

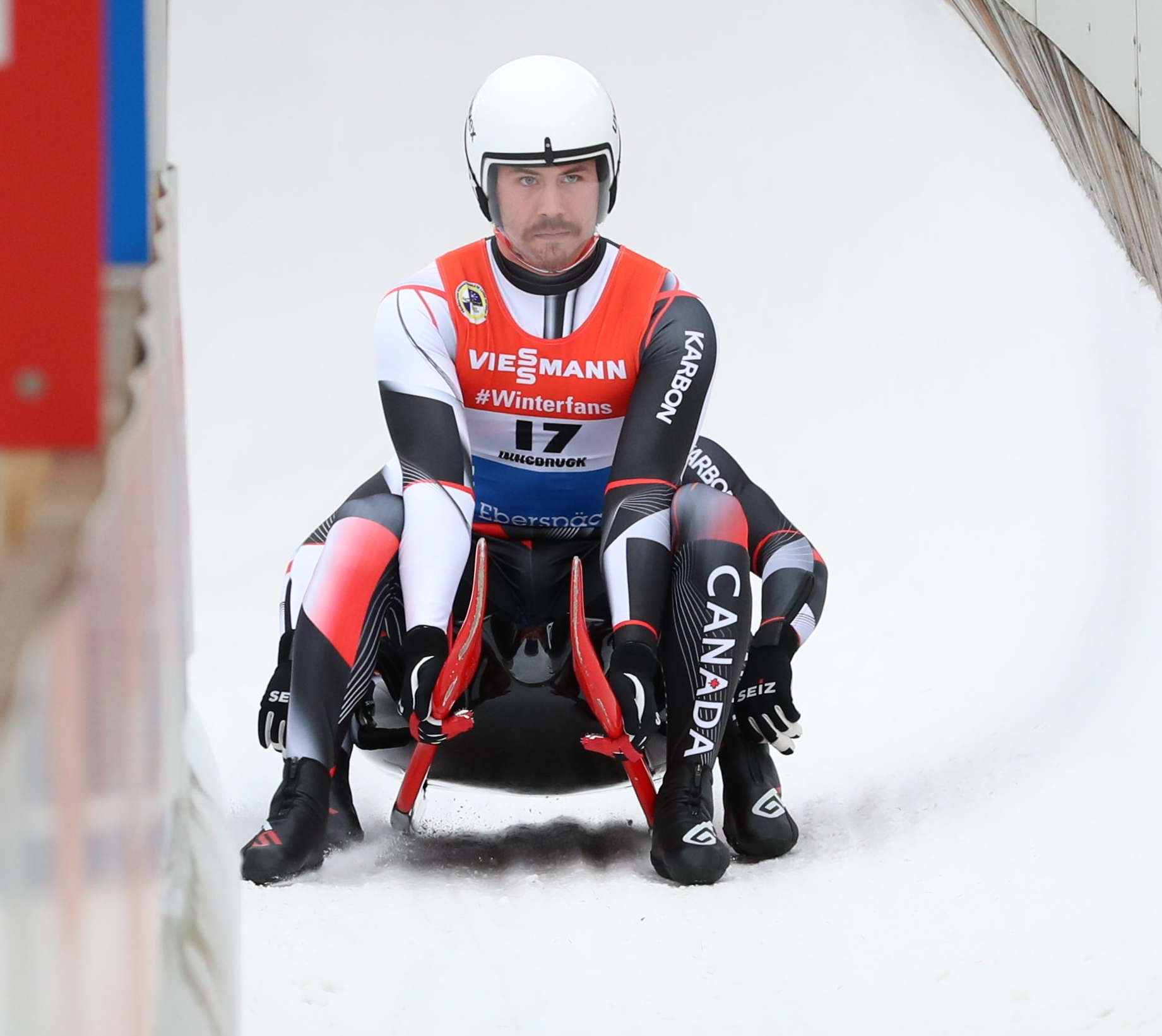
Doppelsitzerrennen in Igls zum Saisonauftakt 2018/19

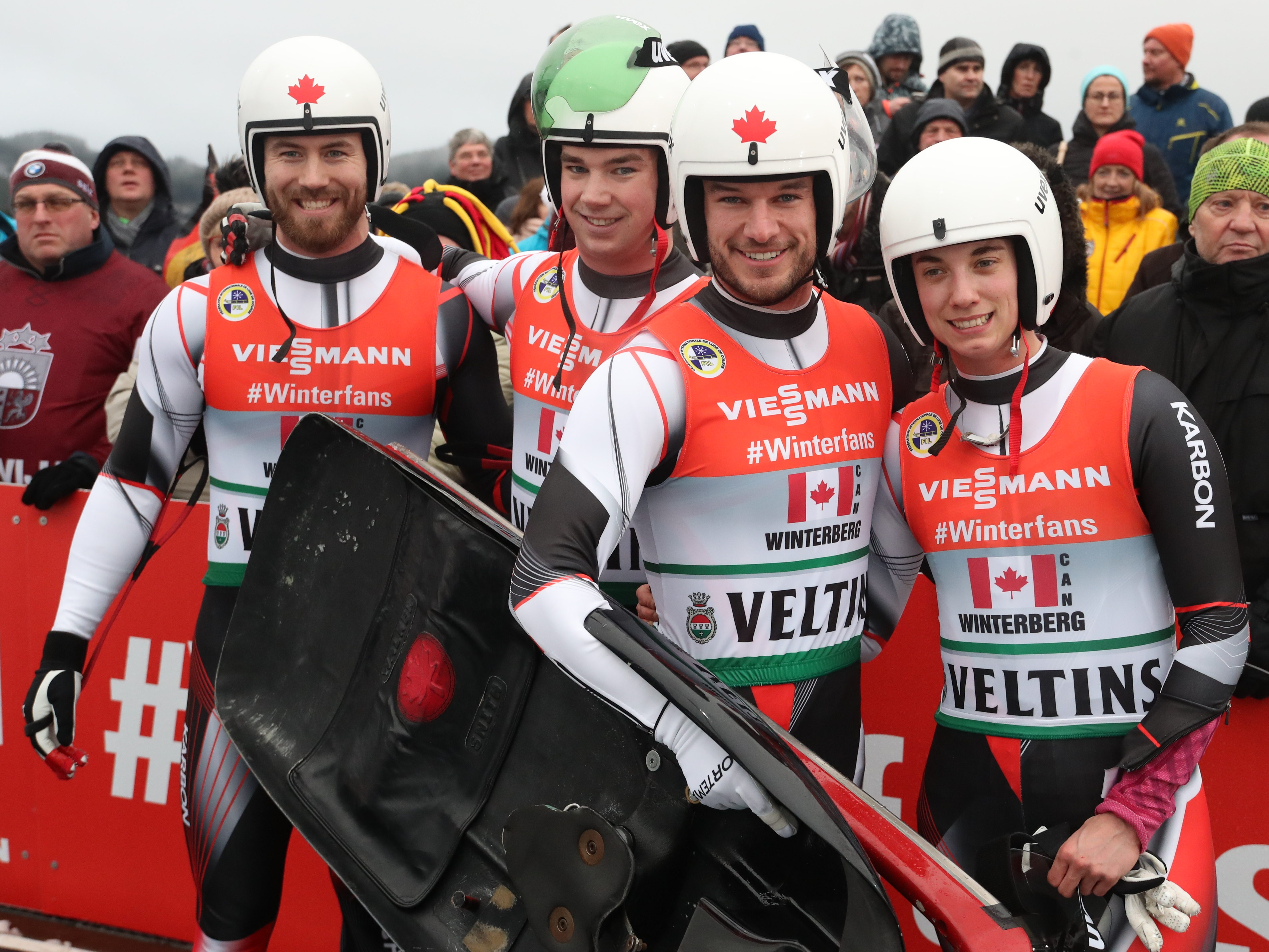
Die kanadische Teamstaffel mit Walker/Snith, Reid Watts und Kimberley McRae bei den Weltmeisterschaften 2019

Nach einem mittelmäßigen Start in die Weltcup 2018/19 mit einem 12. Platz im Doppel und Platz acht im Sprint von Igls wurden die Ergebnisse bei den Rennen in Nordamerika wieder besser. Nach den Plätzen fünf in Whistler und neun in Calgary wurden Walker/Snith in Lake Placid zunächst Fünfte im Doppelrennen. Im anschließenden Sprint erreichten sie zum dritten Mal in einem Einzelrennen und erstmals in einem Sprint als Drittplatzierte das Podium. Die Rennen waren zugleich die Amerika-Pazifikmeisterschaften 2018, doch waren neben Walker Snith nur noch die US-Amerikaner Christopher Mazdzer und Jayson Terdiman am Start. Als besseres der beiden Doppel gewannen die Kanadier den Titel jedoch nicht, da es mindestens drei gewertete Doppel am Start gegeben haben müsste. Danach war Platz 13 am Königssee wieder ein Rückschlag. Auch die Weltmeisterschaften 2019 in Winterberg waren mit den Rängen 13 im Sprint und fünf mit der Staffel weniger erfolgreich. Beim Doppelsitzerrennen wurden sie disqualifiziert. In Altenberg wurden sie nach der WM nur Elfte, nachdem sie sich zuvor erst wieder über das Nationencuprennen qualifizieren mussten, das sie gewannen. Ihre letzten Rennen bestritten sie in Oberhof, wo sie Fünfte im Doppelsitzerrennen und Siebte im Staffelrennen wurden. Zum Saisonfinale in Sotschi traten die Kanadier wie schon zuvor in Sigulda nicht an. Trotz dieser drei fehlenden Rennen erreichten Walker/Snith mit 412 Punkten als Zehntplatzierte wieder die Top-Ten der Weltcup-Gesamtwertung.

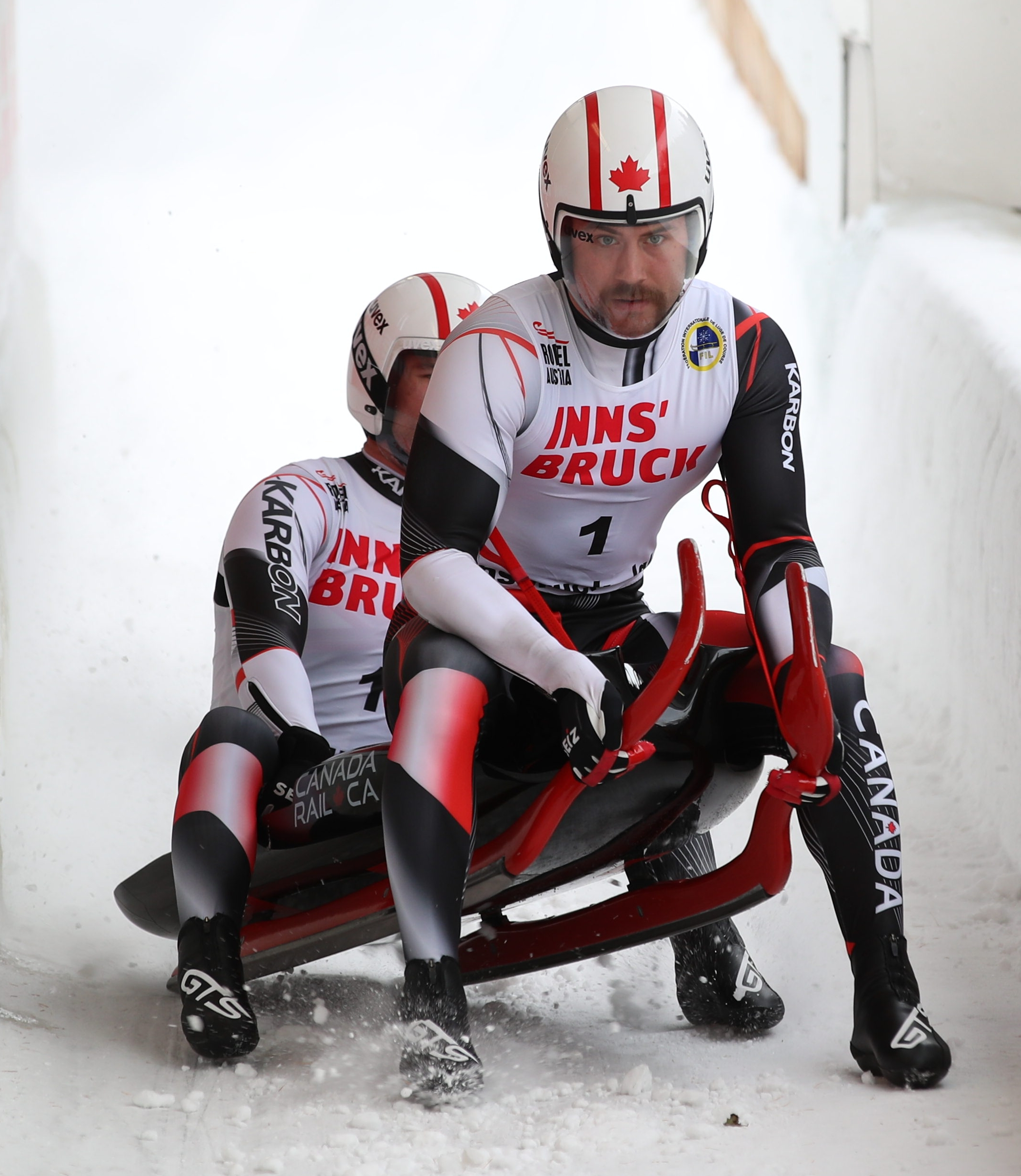
Walker und Snith im Nationencuprennen zum Saisonauftakt 2019/20 in Igls

Die Saison 2019/20 sollte die schwächste seit Jahren werden und erstmals seit vielen Saisonen keine Podiumsplatzierungen für Walker und Snith beinhalten. Die Saison begann damit, dass sich die beiden Kanadier in Igls über den Nationencup für das Weltcuprennen qualifizieren mussten und Zweite wurden. Anschließend wurden sie Neunte im Hauptrennen und verpassten mit der Staffel Kanadas als Vierte nur knapp das Podium. Es folgte die Nordamerika-Tour, die mit Platz sieben im Doppelsitzer und zehn im Sprintrennen von Lake Placid begann. In Whistler mussten sie sich erneut über den Nationencup qualifizieren und wurden wieder Zweite, danach im Weltcuprennen Sechste. Dabei waren sie das beste Doppel aus Amerika und gewannen damit zum fünften Mal die Amerika-Pazifikmeisterschaften. Im Sprintrennen kamen sie auf den 13. Platz. Nach dem Jahreswechsel ging die Saison in Europa weiter. In Altenberg belegten Walker/Snith Platz zehn im Doppelsitzerwettbewerb und wurden Siebte mit der Staffel. Nach dem Rücktritt mehrerer erfahrener Athleten und Athletinnen waren nun noch weniger erfahrene, jüngere Starter wie in diesem Fall Carolyn Maxwell und Reid Watts die Teamkollegen. Auch in Sigulda waren sie Zweite des Nationencuprennens und anschließend belegten sie Platz elf im Doppelsitzerrennen. Im Sprintrennen wurden sie Elfte und platzierten sich in der Sprint-Gesamtwertung auf den sechsten Platz. Ihre letzten Saisonrennen bestritten Walker und Snith in Oberhof. Nach einem sechsten Platz im Nationencuprennen wurden sie gute Siebte im Weltcuprennen sowie schwache Achte im Teamstaffelrennen. Aufgrund der aufziehenden COVID-19-Pandemie beendete das kanadische Team die Saison vorzeitig und verzichtete auf die abschließenden Saisonrennen in Winterberg und am Königssee. Mit nur 351 Punkten und Rang 14 in der Gesamtwertung war es, wenn auch in Teilen durch äußere Umstände bedingt, eine der schwächsten Saisonen des Doppels.
Nach der Saison 2021/22 beendete er seine Karriere.

## Erfolge

### Weltcupsiege
Teamstaffel
| Nr. | Datum         | Ort            | Bahn                        |
| --- | ------------- | -------------- | --------------------------- |
| 1.  | 27. Nov. 2011 | Innsbruck-Igls | Olympia Eiskanal Igls       |
| 2.  | 21. Feb. 2016 | Winterberg     | Bobbahn Winterberg          |
| 3.  | 3. Dez. 2016  | Lake Placid    | Olympia-Bobbahn Lake Placid |